# Serbske Nowiny
Serbske Nowiny (рус. Серболужицкие Новости, Серболужицкие Известия) — вечерняя газета, издаваемая в Верхней Лужице (восточная часть федеральной земли Саксония в Германии). Единственная ежедневная газета, печатающаяся на верхнелужицком языке. Издатель газеты — Народное издательство Domowina (в.-луж. Ludowe Nakładnistwo Domowina), являющееся частью серболужицкого национального объединения «Домовина», расположенного в Баутцене. Издание газеты поддерживается за счёт Фонда серболужицкого народа, который финансируется федеральным правительством Германии и правительствами земель Саксония и Бранденбург. Газета выходит пять раз в неделю. Печатается в издательстве «Домовина».

## История
История издания газеты Serbske Nowiny начинается со времени серболужицкого национального возрождения XIX века, когда в Баутцене в 1842 году был начат выпуск еженедельного журнала о политике на верхнелужицком языке Tydźenska Nowina (рус. Еженедельная Новость, Еженедельное Известие). Редакторами еженедельника были Г. Зейлер и Я. А. Смолер, в 1850—1854 годах Я. А. Смолер был также издателем Tydźenska Nowina. С 1854 года газета «Tydźenska Nowina» была переименована в Serbske Nowiny, а с 1921 года вместо журнала издаётся ежедневная газета под тем же названием. В 1937 году выпуск газеты был прекращён решением властей Германии, вновь газета стала издаваться в ГДР с 1947 года под другим названием — Nowa Doba (рус. Новое Время, Новая Эпоха). В 1990 году газете возвращено её изначальное название Serbske Nowiny.

## Главные редакторы
- Гандрий Зейлер (1842—1848);
- Ян Арношт Смолер (1849—1884);
- Марко Смолер (1884—1937).
- Бенедикт Дырлих (1995—2011).
- Янек Вовчер (с 2011 года).